# Terpnistria zebrata
Terpnistria zebrata är en insektsart som först beskrevs av Jean Guillaume Audinet Serville 1838.  Terpnistria zebrata ingår i släktet Terpnistria och familjen vårtbitare. Inga underarter finns listade i Catalogue of Life.